# 博利绍耶农村居民点 (切尔尼扬卡区)
博利绍耶农村居民点（俄语：Большанское сельское поселение）是俄罗斯联邦别尔哥罗德州切尔尼扬卡区所属的一个农村居民点。其下辖有3个居民点，行政中心为博利绍耶。据2016年统计，该农村居民点的人口为558人。